# RCA Records
RCA Records es una compañía discográfica estadounidense propiedad de Sony Music Entertainment (SME), una subsidiaria de Sony Corporation of America. Es una de las tres marcas discográficas más importantes de SME, junto a Columbia Records y Epic Records.
El nombre de la compañía se deriva de las iniciales de la antigua empresa matriz de la discográfica, Radio Corporation of America (RCA). Es la segunda compañía discográfica más antigua de la historia de Estados Unidos, después de la discográfica hermana, Columbia Records. La unidad canadiense de RCA (anteriormente Berliner Gramophone, Canadá) es la discográfica de Sony más antigua en Canadá. Fue una de solo dos compañías discográficas canadienses en sobrevivir la Gran Depresión.

## Historia
En 1929, la Radio Corporation of America (RCA) compró la Victor Talking Machine Company, entonces el mayor fabricante de gramófonos del mundo (incluyendo la famosa Victrola) y los discos de vinilo. En ese entonces la compañía se convirtió en RCA Victor pero retuvo el uso del nombre Victor Records en sus discográficas hasta comienzos de 1946, cuando las discográficas fueron finalmente fusionadas con RCA Victor. Con Victor, RCA adquirió los derechos de Nuevo Mundo a la famosa marca HMV de Nipper en Shanghái, China. RCA Victor fue el principal competidor con Baak Doi (EMI). La cantante Carmen Miranda fue firmada por la marca brasileña de RCA Victor, desde 1929 hasta 1935, cuando ella era solo conocida en Brasil.
En 1931, la filial británica de RCA Victor, Gramophone Company se fusionó con Columbia Graphophone Company para formar EMI. Esto le dio a la cabeza de RCA David Sarnoff un puesto en el tablero de EMI.
En septiembre de 1931, RCA Victor introdujo los primeros discos de 33⅓ (33 %) vendidos al público, llamándolos «Transcripciones de Programas». Estos usaron una aplicación más superficial y más espaciada de la "gran ranura estándar" que se encuentra en grabaciones de 78 rpm contemporáneos, en lugar de microgroove usados para grabaciones en LP de 33 rpm (33⅓, larga duración) posteriores a la Segunda Guerra Mundial. En las profundidades de la Gran Depresión, el formato fue un fracaso comercial, en parte porque el nuevo equipo de reproducción que requerían era caro. Después de dos o tres años el formato fue abandonado y los platos giratorios de dos velocidades ya no se ofrecían en productos de consumo, pero algunas transcripciones del programa permanecieron en el catálogo de grabaciones de la compañía a lo largo de la década.
Durante la primera parte de la depresión, RCA hizo una serie de intentos para producir una exitosa discográfica barata para competir con las «discográficas de tienda de moneda» (Perfect Records, Oriole Records, Banner Records, Melotone Records, etc.). El primero fue de corta duración "Timely Tunes" en 1931 vendido en Montgomery Ward. En 1932, Bluebird Records fue creado como una sub-discográfica de RCA Victor. Era originalmente un expediente de 8 pulgadas con una etiqueta azul, junto a la discográfica de 8 pulgadas Electradisk (vendido en Woolworth). Tampoco tuvieron éxito. En 1933, RCA reintroduce a Bluebird y Electradisk como una etiqueta estándar de 8 pulgadas (La discográfica de Bluebird fue rediseñada como se conoce con la etiqueta "buff"). Otra discográfica barata, Sunrise fue producida (aunque nadie parece saber para quién fue producido, como los expedientes de la salida del sol son excepcionalmente raros hoy). Los mismos acoplamientos se produjeron en las tres discográficas y Bluebird Records todavía sobrevive ocho décadas después de que Electradisk y Sunrise fueron descontinuados. RCA también produce grabaciones para la discográfica Montgomery Ward durante la década de 1930.
Además de las grabaciones fabricadas por sí mismas, RCA Victor operó RCA Custom el cual era el principal fabricante de discos para las marcas discográficas independientes. RCA Custom también presionó compilaciones para The Reader's Digest Association.
RCA vendió su interés en EMI en 1935, pero EMI continuó distribuyendo las grabaciones de RCA en Reino Unido y sus territorios en el sello HMV. RCA también fabricó y distribuyó las grabaciones clásicas de HMV en los sellos RCA y HMV en América del Norte.

### Segunda Guerra Mundial
Durante la Segunda Guerra Mundial, los lazos entre RCA y su filial en Japón JVC fueron cortados. La compañía discográfica japonesa se llama hoy Victor Entertainment y sigue siendo una subsidiaria de JVC.
De 1942 a 1944, RCA Victor fue seriamente afectada por la Federación Americana de Músicos de grabaciones prohibidas. Prácticamente todos los músicos sindicales no podían hacer grabaciones durante ese periodo. Una de las pocas excepciones fue el lanzamiento eventual de las actuaciones de radios transmitidas por la Orquesta Sinfónica de la NBC dirigida por Arturo Toscanini. Sin embargo, RCA perdió la Orquesta de Filadelfia durante ese periodo; cuando Columbia Records se estableció rápidamente con la unión, Eugene Ormandy y los Filadelfianos firmaron un nuevo contrato con Columbia y comenzaron a hacer música en 1944.

### Los años cuarenta de la posguerra
En 1949, RCA Victor introdujo el disco de 7 pulgadas 45 rpm, marcado simplemente como "45". El nuevo formato, el cual había estado en desarrollo por varios años, fue la alternativa tardía de RCA para los discos de vinilo "LP" (Larga Duración) presentados por el archirrival CBS/Columbia en 1948. En la promoción pesada, RCA vendió compactos, de bajo costo y unidades autónomas que se reprodujeron en formato 45 rpm exclusivamente. Al principio, los 45' de RCA Victor fueron editados en vinilos de colores según el género musical:
- Música pop ordinaria: Vinilo negro (serie 47-XXXX),
- Musicales grandes de Broadway y operas: Vinilo "azul medianoche" (serie 52-xxxx)
- Música clásica: Vinilo rojo (serie 49-xxxx)
- Música country y polka: Vinilo verde (serie 48-xxxx)
- Música infantil: Vinilo amarillo (también en serie 47-xxxx)
- Música R&B: Vinilo naranja o cerise (serie 50-xxxx)
- Música internacional: Vinilo azul claro (serie 51-xxxx)

Esta gama de colores complicó el proceso de producción y la práctica fue descontinuada en poco tiempo, todos los discos se lanzaron en color negro. Amarillo y rojo se mantuvieron hasta 1952. El primer disco 45 rpm impreso fue "PeeWee the Piccolo" RCA 47-0147 impreso el 7 de diciembre de 1948 en el Sherman Avenue en la planta de Indianápolis, R.O. Prince, planta general. El uso del vinilo, el cual fue mucho más caro que el compuesto de goma laca normalmente utilizado en la década de 1978, se hizo económicamente práctico por el menor diámetro y redujo considerablemente el volumen de los nuevos discos, que requerían muy poca materia prima.
El 45 fue marcado como un reemplazo directo de los discos 78 rpm 10 y 12 pulgadas, que por lo general se reprodujo alrededor de tres o cuatro minutos por lado respectivamente. RCA también publicó algunos EP de 45 segundos el cual se reproducía en un tiempo de 7 minutos por lado, principalmente para las selecciones clásicas de luz, como lo demuestran las de Arthur Fiedler y los discos de la Orquesta Boston Pops incluyendo Marcha Eslava de Piotr Ilich Chaikovski y En un mercado persa de Albert William Ketèlbey.

### Década de 1950

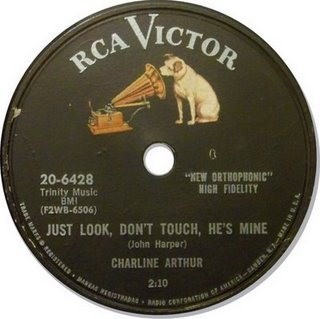
Etiqueta de un disco de RCA Victor de 78 rpm de los años 50; RCA fabricó 78s junto a los 45 hasta 1958.

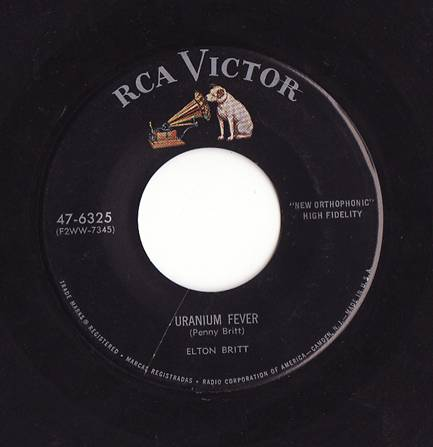
Etiqueta de un disco de 45 rpm de RCA Victor de la década de 1950; RCA utilizó esta etiqueta para sus registros de 45 rpm de 1954 a por lo menos 1964.

En 1950, al darse cuenta de que el formato LP de Columbia se había convertido en un éxito y consientes de que RCA estaba perdiendo el mercado, RCA Victor comenzó a usar los LP por su cuenta. Entre los primeros LP de RCA estaba una interpretación de Gaîté Parisienne de Jacques Offenbach, interpretado por Arthur Fiedler y la Orquesta Boston Pops, que había sido grabada en el Symphony Hall de Boston el 20 de junio de 1947; se le dio el número de catálogo LM-1001. Los álbumes no-clásicos se publicaron con el prefijo "LPM". Cuando RCA Victor publicó más tarde álbumes estéreo clásicos (en 1958), usaron el prefijo "LSC". Los álbumes estéreo no clásicos fueron publicados con el prefijo "LSP". RCA utilizó estos prefijos de catálogos hasta 1973.
En la década de 1950, RCA tenía tres filiales: Groove, ViK. Recordings y X. El sello "X" fue fundado en 1953 y renombrado Vik en 1955. Groove fue un sello especializado en R&B fundado en 1954.
A través de las décadas de 1940 y 1950, RCA estuvo en una competencia intensa con Columbia Records. Un número de grabaciones fueron hechas con la Orquesta Sinfónica de la NBC, conducida por Arturo Toscanini; algunas veces RCA utilizaba grabaciones de conciertos emitidos (Toscanini había estado grabando para el sello desde los días de las grabaciones acústicas, y RCA Victor ha estado grabando a la Sinfónica de la NBC desde su creación en 1937). Cuando la Sinfónica de la NBC fue reorganizada en otoño de 1954 como la Symphony of the Air, continuaron grabando con RCA, así como también con otros sellos, usualmente con Leopold Stokowski. RCA también publicó un número de grabaciones con la Orquesta Sinfónica de Victor, más tarde renombrada la Orquesta Sinfónica de Víctor RCA, que usualmente se extraía de los músicos de Filadelfia o Nueva York, así como también miembros de la Symphony of the Air. A finales de los años 50 RCA tenía menos orquestas prestigiosas bajo contrato que Columbia: RCA grabó la Orquesta Sinfónica de Chicago, la Orquesta Sinfónica de Boston, y los Boston Pops, mientras que Columbia tenía la Orquesta de Cleveland, la Orquesta de Filadelfia y la Orquesta Filarmónica de Nueva York.
El 6 de octubre de 1953, RCA llevó a cabo sesiones estereofónicas experimentales en el Manhattan Center de Nueva York con Leopold Stokowski con Leopold Stokowski dirigiendo a un grupo de músicos de Nueva York en las interpretaciones de Roumanian Rhapsody No. 1 de George Enescu y el vals de la opera Eugenio Oneguin de Piotr Ilich Chaikovski. Hubo pruebas estéreo adicionales en diciembre, de nuevo en el Manhattan Center, esta vez con Pierre Monteux conduciendo a los integrantes de la Orquesta Sinfónica de Boston. En febrero de 1954, RCA realizó su primera grabación comercial estereofónica, grabando a la Orquesta Sinfónica de Boston, conducido por Charles Münch, en una interpretación de The Damnation of Faust por Hector Berlioz. Esto comenzó una práctica de grabaciones de orquestas simultáneas con ambos equipos estereofónicos como monoaurales. Otras grabaciones tempranas en estéreo fueron hechas por Toscanini y Charles Münch, respectivamente, con la Orquesta Sinfónica de la NBC; la Orquesta Pops de Boston bajo Arthur Fiedler; y la Orquesta Sinfónica de Chicago bajo Fritz Reiner. Inicialmente, RCA uso grabadores RT-21 de un cuarto de pulgada (que funcionaban a 30 pulgadas por segundo), conectados a mezcladores mono con micrófonos omnidireccionales U-47 cardioide y M-49/50 de Neumann. Luego cambiaron a una máquina Ampex 300-3 de media pulgada, funcionando a 15 pulgadas por segundo (que luego aumentó a 30 pulgadas por segundo). Estas grabaciones fueron emitidas inicialmente en 1955 en las cintas estereofónicas especiales del bobina-a-carrete y entonces, comenzando en 1958, en LP del vinilo con el logotipo "estereofónica viva". Sony Music y las compañías sucesoras han continuado reeditando estas grabaciones en CD. Otro proyecto de 1953 para RCA fue convertir el edificio acústicamente superior Webster Hall en su estudio de grabación de la costa este. Funcionó este lugar de estudio de 1953 a 1968.
En septiembre de 1954, RCA presenta el "Gruve-Gard" donde el centro y el borde de un disco son más gruesos que el área de juego, reduciendo las marcas de desgaste durante el manejo y cuando se usa en un plato giratorio con un cambiador de registro. La mayoría de los competidores de RCA Victor Records rápidamente adoptaron la etiqueta y los bordes elevados.
En 1955, RCA compró el contrato discográfico de Elvis Presley de Sun Records por la astronómica suma en ese entonces de $35.000 dólares. Presley se convertiría en el artista más vendido de RCA. Su primer disco de oro fue «Heartbreak Hotel», grabado en enero de 1956.
En 1957, RCA terminó su asociación de 55 años con EMI/HMV y firmó un contrato discográfico de distribución con Decca Records, lo que hizo que EMI comprara Capitol Records. Capitol se convirtió en el principal distribuidor de las grabaciones de EMI en Norte y Suramérica, con RCA distribuyendo sus grabaciones a través de Decca en Reino Unido en el sello RCA. RCA utilizó el logotipo del rayo en lugar del logotipo de HMV en Reino Unido. RCA estableció su propia distribuidora británica en 1969.
También en 1957, RCA abrió un estudio de grabación de estado de la técnica en Nashville, Tennessee, que registró éxito tras éxito para RCA y otros sellos por veinte años y ahora está abierto para giras como RCA Studio B. Elvis Presley realizó la mayoría de sus grabaciones en este estudio.
RCA Victor utilizó varias álbumes hablados en las décadas de 1950 y 1960, notablemente las bandas sonoras de las películas Richard III, A Man for All Seasons y The Taming of the Shrew, así como versiones completas de las producciones teatrales del National Theatre de Othello (protagonizado por Maggie Smith), quien también interpretó a Desdemona en Othello de Olivier). Ninguno de estos álbumes han aparecido en disco compacto, pero las películas de Richard III, A Man For All Seasons, The Taming of the Shrew y las versiones cinematográficas de Otello de Olivier han sido reeditadas en DVD.

### Década de 1960

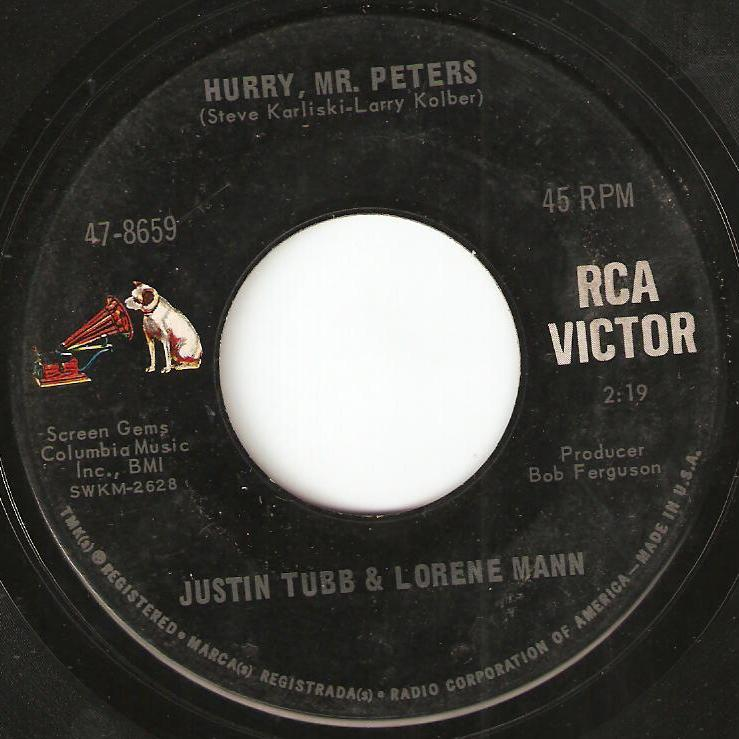
RCA utilizó esta etiqueta para sus expedientes americanos de 45 RPM durante la era de Dynagroove de 1965 a 1968.

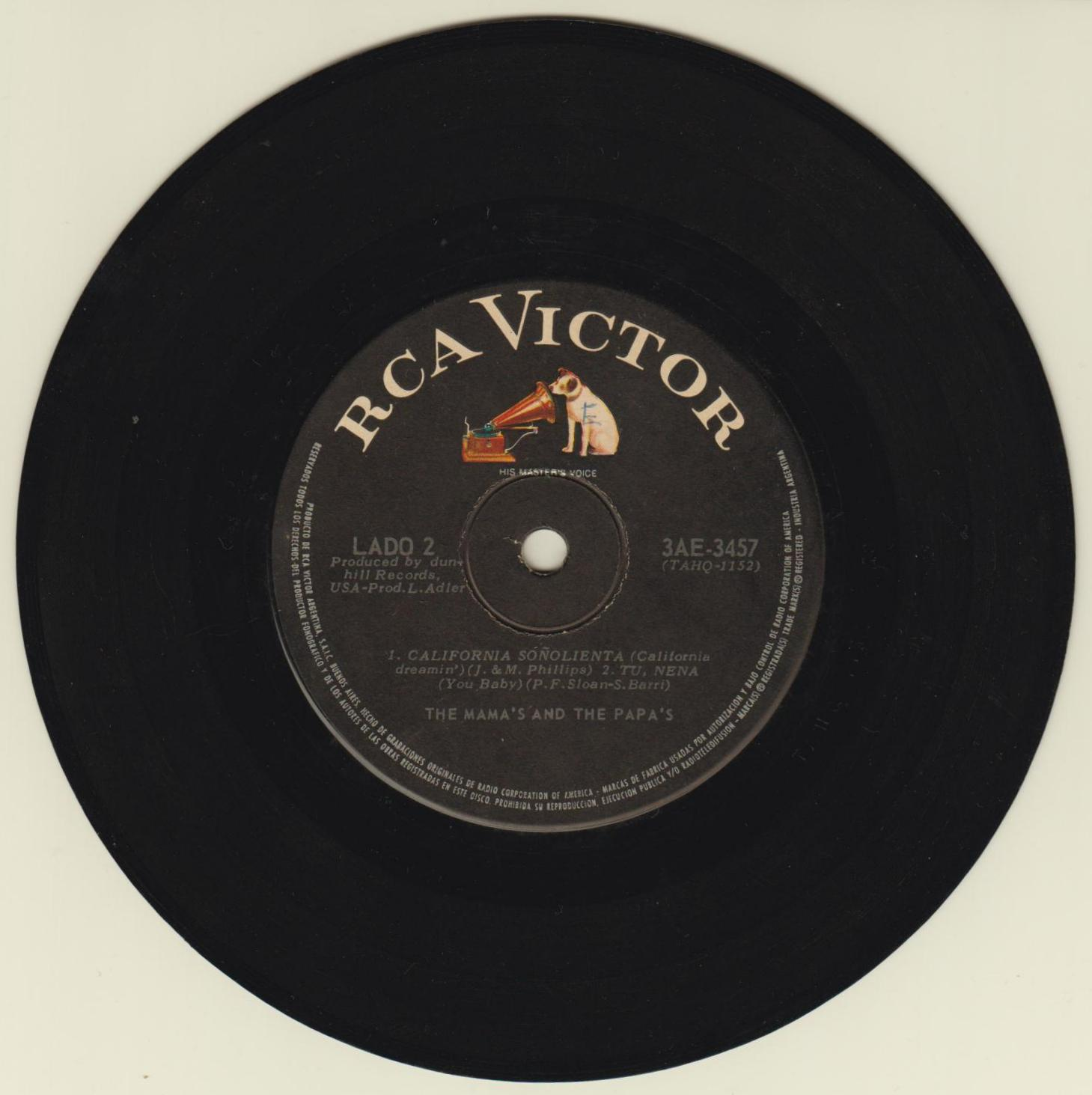
La etiqueta de LP de RCA durante la era de Dynagroove también se usó para registros de 45 rpm de mediados a finales de 1960 en países como Argentina, donde este sencillo fue presionado.

En 1960, RCA anunció el Compact 33 doble y sencillos. En enero de 1961, estos discos llegaron al mercado. Los discos Compact 33 fueron relanzados simultáneamente con sus contrapartes de 45 rpm. El objetivo a largo plazo era eliminar las 45 rpm, pero a comienzos de 1962 la campaña había fallado.
En 1963, RCA introdujo el Dynagroove que agregó la tecnología informática al proceso de corte del disco, aparentemente para mejorar la reproducción de sonido. Si se trata de una mejora o no, todavía se debate entre los audiófilos.
En septiembre de 1965, RCA y Learjet se unieron para lanzar la primera cinta estéreo de ocho canciones de música Cartridges (Stereo 8) el cual fue inicialmente utilizado en la línea 1966 de automóviles Ford y fueron populares a finales de las décadas de 1960 y 1970.
A finales de 1968, RCA modernizó su imagen con un nuevo logo de aspecto futurista (las letras RCA en bloque modernizó la forma), reemplazando el antiguo logo de rayo, y el retiro virtual de ambas marcas Victor y Nipper. El color de las etiquetas, las cuales habían sido negro por su serie regular (en contraposición a su línea de sello rojo), cambió a una naranja o amarillo brillante. A finales de 1976, RCA Records reintegró Nipper en la mayoría de sus etiquetas de discos (así como el regreso del color negro tradicional del sello para lanzamientos populares) en países donde RCA tenía los derechos de la marca Nipper.
A finales de 1969, RCA introdujo un LP de vinilo muy fijo conocido como Dynaflex. Este tipo de prensado reivindicó superar las deformaciones y otros problemas en presiones más gruesas convencionales, pero tenía una reputación polémica en la industria y fue abandonado en 1980.

### Década de 1970
En la década de 1970 sacan entre otros álbumes , el álbum de Nancy Sinatra en 1972: “Woman” , pero este álbum no logró  mucho éxito y solo se vendieron unas 100 000 unidades.

### Década de 1980
En 1983, el propietario de Arista Records, Bertelsmann vendió el 50% de Arista a RCA. En 1985, Bertelsmann y RCA formaron una empresa conjunta llamada RCA/Ariola International. El siguiente año, RCA Corporation fue adquirida por General Electric y vendió su participación del 50% en el sello a su socio Bertelsmann. La compañía fue renombrada BMG Music para Bertelsmann Music Group. BMG trajo de regreso el logo brillante de RCA que fue por último utilizado en 1968 para hacer claridad de que RCA Records no era más copropiedad con otras entidades de RCA que GE vendió o cerró. BMG también declaró la etiqueta "RCA Victor" para género musicales fuera del país, pop y rock. En 1986, Bob Buziak, quien era mánager artístico, fue nombrado presidente del sello.
Durante la mitad de la década de 1980, RCA operó en un déficit, debido en parte a "acuerdos de sobrecosto" con artistas pop incluyendo Kenny Rogers y Diana Ross. En 1986, ellos compraron $25 millones en álbumes sin vender y perdieron $35 millones durante el año fiscal de 1987. Como un correctivo parcial, un estilo descentralizado de gerencia el cual permitió a RCA Records funcionar como un negocio emprendedor autónomo fue implementado en 1988. Buziak recortó el portafolio de artistas de RCA de cuarenta actos a once, y comenzó a reconstruirlo con miras al desarrollo de artistas, incluyendo artistas adquiridos a través de acuerdos de mercadeo y distribución con Beggars Banquet y Jive Records, entre los cuales el catálogo incluía a Schooly D, Kool Moe Dee y DJ Jazzy Jeff & The Fresh Prince.
Al final del año fiscal de 1988, RCA Records tenía ingresos brutos de $236 millones en Estados Unidos, su año más productivo a la fecha. El álbum The Way It Is de Bruce Hornsby vendió más de 3 millones de álbumes, y la banda sonora de la película Dirty Dancing, el cual le costó a RCA $200.000 dólares, vendió $15.6 millones de copias en menos de dos años. Su sucesor, More Dirty Dancing, compuesta de canciones las cuales fueron dejadas fuera del primer álbum, fue producido por $80.000 y vendió más de 5.6 millones. El cantante y compositor Grayson Hugh publicó su álbum debut Bind to Reason en RCA en el año 1988, obteniendo buenas críticas y fue certificado Oro en Australia. 11 álbumes de los primeros artistas, incluyendo Love and Rockets, Rick Astley y la banda Eurythmics fueron certificados Oro, Platino y Multiplatino.

### Década de 1990
En agosto de 1990 Buziak fue reemplazado por Joe Galante, quien había sido el presidente de RCA Records Nashville. El catálogo de artistas fue recortado una vez más y el departamento de A&R fue reestructurado. Junto con el lanzamiento de BNA Records y la expansión de la división de música urbana, estas iniciativas resultarían positivas, pero RCA no obtuvo éxito con Galante, posicionándose en el número 10 en el ranking en 1995.
Galante regresó a la cabeza de RCA Nashville y fue reemplazado en marzo de 1995 por el presidente de RCA Canadá, Bob Jamieson. Jamieson revisó RCA, eliminando una capa de la gerencia intermedia y reestructurando el departamento de mercadeo del sello. El departamento A&R fue nuevamente reestructurado y el catálogo de artistas recortado.
Al final de la década, RCA había sufrido lo que Billboard describió como un "cambio notable" con el éxito de los artistas incluyendo Dave Matthews Band, Natalie Imbruglia, The Verve Pipe, Robyn, SWV, Christina Aguilera, NSYNC, Foo Fighters. Un acuerdo de distribución con Loud Records rindió récords para artistas urbanos incluyendo Big Pun, Wu-Tang Clan y Mobb Deep.

### Década de 2000
En 2002, BMG adquirió completamente J Records, que había sido fundado en 2000 como una alianza conjunta con Clive Davis. Davis fue entonces nombrado presidente de RCA Records y J Records bajo los auspicios de una nueva entidad, la RCA Music Group, el cual incluía RCA Records, J, y Arista Records. En 2004, Sony y BMG fusionaron sus divisiones de música para crear Sony BMG, y en 2007, RCA Music Group fue renombrado como BMG Label Group. En 2006, Sony BMG fue fusionado con sus sellos antiguos de música Broadway y clásica, incluyendo Red Seal y Gold Seal, a Sony Masterworks. Legacy Recordings, división de catálogo de Sony Music Entertainment, reedita álbumes clásicos para RCA.
En abril de 2008, el expresidente y CEO de Zomba Label Group Barry Weiss fue tomado en cuenta como el presidente de BMG Label Group, y Davis fue nombrado director creativo de Sony BMG a nivel mundial. En octubre, Sony adquirió la propiedad del 50% de BMG y el BMG Label Group fue fusionado con el Jive Label Group para establecer el RCA/Jive Label Group. Este incluía a RCA, Jive, J, Arista, Polo Grouds, LaFace Records, Volcano Entertainment, Hitz Committee, Battery Records y Verity Gospel Music Group.
La década marcó un periodo durante el cual RCA Records tuvo notable éxito en el género pop, con Christina Aguilera, NSYNC, Kesha, Pink, Kelly Clarkson, Avril Lavigne y Pitbull que anota múltiples éxitos en el listado Billboard Hot 100. El álbum No Strings Attached rompió récord en ventas, vendiendo más de un millón de sencillos en un día y 2.3 millones de álbumes en una semana. Fue el álbum mejor vendido de la década.

### Década de 2010
En mayo de 2011, Doug Morris fue nombrado director creativo de Sony Music Entertainment. Basándose en el A&R, Morris nombró al presidente del departamento de talentos de J/RCA Peter Edge como presidente y CEO de RCA Music Group. Tom Corson fue nombrado presidente codirector. En octubre de ese año, las imprentas Jive, Arista y J fueron disueltas en RCA, y RCA Music Group fue renombrado como RCA Records, convirtiéndolo en un sello independiente bajo el paraguas de Sony Music. Múltiples artistas de Jive, Arista y J fueron añadidos a RCA.
Entre 2010 y 2015, RCA publicó álbumes platino y multiplatinos de Zayn Malik, Justin Timberlake, Pink, Alicia Keys, Miley Cyrus, Foo Fighters, Sia, Kelly Clarkson, Usher, D'Angelo, ASAP Rocky, Kings Of Leon, Britney Spears, Pitbull, Chris Brown, Dave Matthews Band, Lila Downs, Shakira, R. Kelly, Jennifer Hudson, Kesha, T-Pain, and Mark Ronson. A partir de mayo de 2015, el sencillo «Uptown Funk» de Mark Ronson con Bruno Mars fue el éxito pop más grande del año.

## Controversias
En el verano de 2007, la cantante estadounidense Kelly Clarkson y Clive David (entonces jefe de Sony BMG) se pelearon públicamente con respecto a la dirección de su álbum My December, el álbum que le siguió al álbum multiplatino Breakaway. Clarkson escribió las canciones de My December, "mostrando su propia inspiración en canciones más oscuras y orientadas al género rock", y Davis insistió en que Clarkson trabajara con sus creadores de éxitos contratados, como lo había hecho anteriormente, en "canciones pulidas y radiofonías". Clarkson se negó a cambiar el álbum, y fue publicado en junio de 2007. Ha sido certificado platino desde entonces.

## Artistas
Artistas actuales de RCA Records
- ASAP Ferg[53]
- ASAP Rocky[54]
- Britney Spears[55]
- Becky G[56]
- Bryson Tiller[57]
- Childish Gambino[58]
- Chris Brown[59]
- Christina Aguilera[60]
- Doja Cat[61]
- Flo Milli[62]
- Foo Fighters[63]
- Fousheé[64]
- G-Eazy[65]
- H.E.R.[66]
- Jazmine Sullivan[67]
- Justin Timberlake[68]
- Kesha[69]
- Khalid[70]
- Kygo[71]
- Latto[72]
- Lisa[73]
- Lucky Daye[74]
- Maluma[75]
- måneskin
- Mark Ronson[76]
- Martin Garrix[77]
- Miguel[78]
- Nardo Wick[79]
- Normani[80]
- Pink[81]
- Rich the Kid[82]
- Saucy Santana[83]
- Shakira[84]
- Sleepy Hallow
- Steve Lacy[85]
- SZA[86]
- Tate McRae[87]
- Teezo Touchdown[88]
- Tems[89]
- The Strokes
- Victoria Monét[90]
- Wizkid[91]
- Young Nudy[92]